# Gmina Chocianów
Die Gmina Chocianów ist eine Stadt-und-Land-Gemeinde im Powiat Polkowicki der Woiwodschaft Niederschlesien in Polen. Ihr Sitz ist die gleichnamige Stadt (deutsch Kotzenau) mit etwa 7900 Einwohnern.

## Geographie

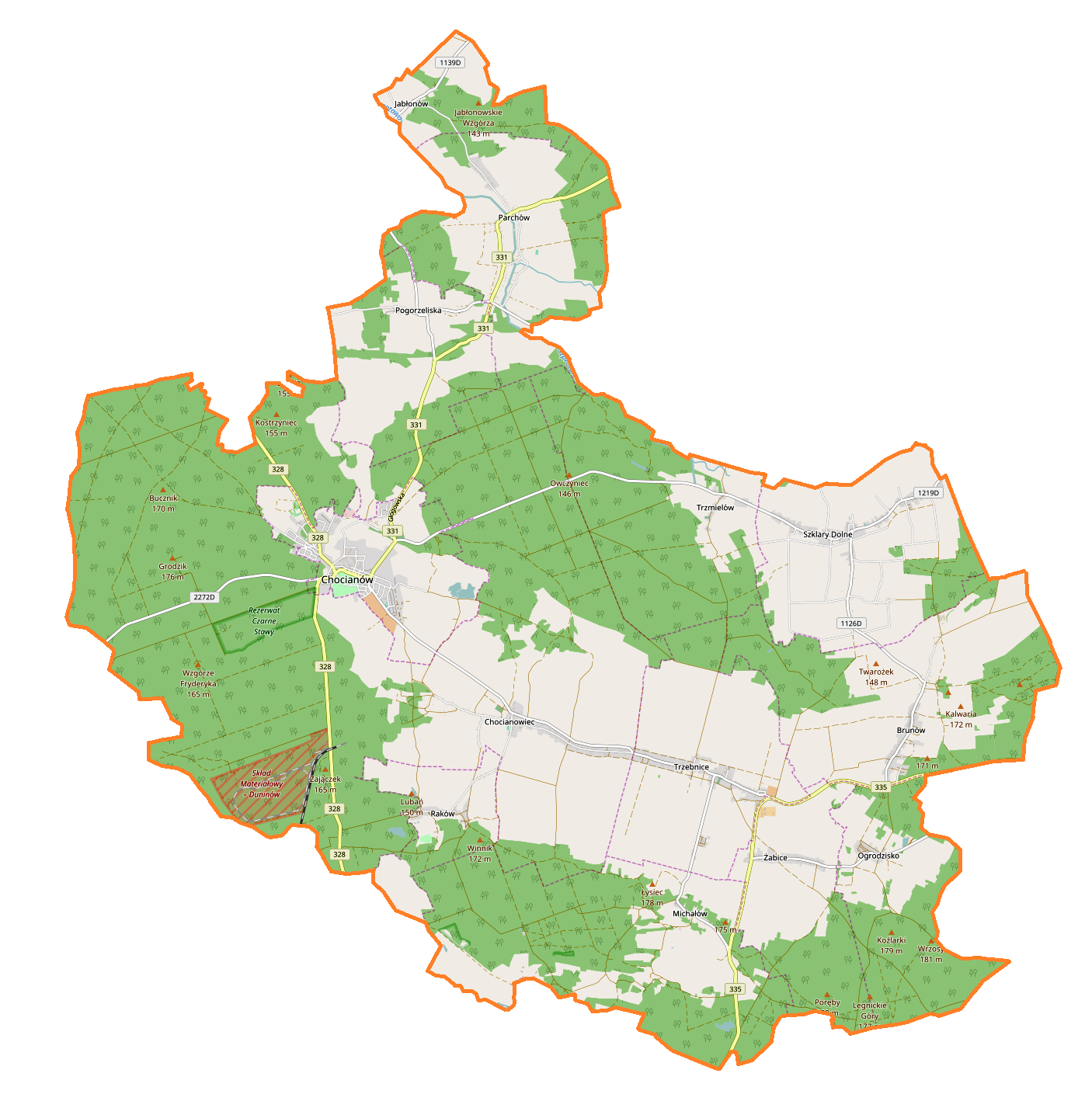
Karte der Gemeinde

Die Gemeinde liegt im Nordwesten der Woiwodschaft. Nachbargemeinden sind Przemków im Nordwesten, Radwanice im Norden, Polkowice im Nordosten, Lubin im Osten, Chojnów im Süden und Gromadka im Westen. Die Kreisstadt Polkowice (Polkwitz) liegt sechs Kilometer östlich, Legnica (Liegnitz) zwölf Kilometer südlich und Breslau etwa 80 Kilometer südöstlich.
Der Nordwesten des Gemeindegebietes wird von kleineren Wasserläufen durchzogen. Es steigt im Südosten bis zu einer Höhe von 181 m n.p.m. an.

## Gliederung
Zur Stadt-und-Land-Gemeinde Chocianów gehören die Stadt selbst und 12 Dörfer mit Schulzenämtern (sołectwa):
- Brunów (Braunau)
- Chocianowiec (Groß-Kotzenau)
- Jabłonów (Neudeck)
- Michałów (Michelsdorf)
- Ogrodzisko (Spröttchen)
- Parchów (Parchau)
- Pogorzeliska (Kriegheide)
- Raków (Krebsberg)
- Szklary Dolne (Nieder-Gläsersdorf)
- Trzebnice (Seebnitz)
- Trzmielów (Hummel)
- Żabice (Sabitz)

Katy ist ein Weiler, Duninów (Dohna) heute ein Ortsteil von Chocianowiec.

## Verkehr
Die Woiwodschaftsstraße DW331 führt von Polkowice (Europastraße 65) im Norden durch den Westen der Gemeinde nach Chojnów (Haynau) im Süden. Im Hauptort zweigt die Woiwodschaftsstraße DW328 nach Nowe Miasteczko (Neustädtel) ab. Die DW335 berührt den Osten des Gemeindegebiets. – Bahnanschluss besteht seit 1985 nicht mehr.
Der nächste internationale Flughafen Breslau ist etwa 80 Kilometer entfernt.